# Kalvin Soiresse Njall
 (décembre 2023).
La mise en forme du texte ne suit pas les recommandations de Wikipédia : il faut le « wikifier ».
Les points d'amélioration suivants sont les cas les plus fréquents :
- Les titres sont pré-formatés par le logiciel. Ils ne sont ni en capitales, ni en gras.
- Le texte ne doit pas être écrit en capitales (les noms de famille non plus), ni en gras, ni en italique, ni en « petit »…
- Le gras n'est utilisé que pour surligner le titre de l'article dans l'introduction, une seule fois.
- L'italique est rarement utilisé : mots en langue étrangère, titres d'œuvres, noms de bateaux, etc.
- Les citations ne sont pas en italique mais en corps de texte normal. Elles sont entourées par des guillemets français : « et ».
- Les listes à puces sont à éviter, des paragraphes rédigés étant largement préférés. Les tableaux sont à réserver à la présentation de données structurées (résultats, etc.).
- Les appels de note de bas de page (petits chiffres en exposant, introduits par l'outil «  Source ») sont à placer entre la fin de phrase et le point final[comme ça].
- Les liens internes (vers d'autres articles de Wikipédia) sont à choisir avec parcimonie. Créez des liens vers des articles approfondissant le sujet. Les termes génériques sans rapport avec le sujet sont à éviter, ainsi que les répétitions de liens vers un même terme.
- Les liens externes sont à placer uniquement dans une section « Liens externes », à la fin de l'article. Ces liens sont à choisir avec parcimonie suivant les règles définies. Si un lien sert de source à l'article, son insertion dans le texte est à faire par les notes de bas de page.
- La présentation des références doit suivre les conventions bibliographiques. Il est recommandé d'utiliser les modèles {{Ouvrage}}, {{Chapitre}}, {{Article}}, {{Lien web}} et/ou {{Bibliographie}}. Le mode d'édition visuel peut mettre en forme automatiquement les références.
- Insérer une infobox (cadre d'informations à droite) n'est pas obligatoire pour parachever la mise en page.

Pour une aide détaillée, merci de consulter Aide:Wikification.
Si vous pensez que ces points ont été résolus, vous pouvez retirer ce bandeau et améliorer la mise en forme d'un autre article.
Kalvin Soiresse Njall, né le 22 juin 1982 à Kara (Togo) d'un père camerounais et d'une mère belge d'origine togolaise, est un homme politique belge, membre d’Ecolo, ancien Président du Parlement francophone bruxellois, député au Parlement de la Région de Bruxelles-Capitale, et conseiller communal à Ganshoren.
Il est également écrivain et militant anticolonial.

## Biographie

### Origines et enfance
L’histoire de Kalvin Soiresse Njall est intimement liée à la migration et à l’exil. Son père est militant pour l’indépendance du Cameroun au sein de l’Union des Populations du Cameroun (UPC), avec son frère, Calvin Pouhè Njall, président du premier comité de l’UPC à Paris. Son père fuit le Cameroun en 1970 et se réfugie en Europe puis au Togo, où il rencontre sa compagne.
A l’âge de 6 ans, en 1988, Kalvin Soiresse Njall perd son père. Sa mère migre alors vers la Belgique en 1991.

### Parcours scolaire
Kalvin Soiresse Njall étudie au Togo jusqu’à la fin de ses secondaires et entame deux années de droit à l’Université de Lomé. Après que des troubles aient agité l'Université de Lomé, il rejoint sa mère en Belgique en 2004. Il poursuit son cursus de droit à l’Université Saint-Louis. Il obtient une licence en 2007. Il étudie ensuite les Sciences Politiques, option Relations Internationales, à l’Université Libre de Bruxelles, et est diplômé en 2009 (master).
En 2013, il obtient le diplôme de l’Agrégation de l’enseignement secondaire supérieur à l’ULB.

## Parcours professionnel

### Journalisme
Au lycée au Togo, Kalvin Soiresse fait ses premiers pas de journaliste. Il contribue au journal de l’Université Saint-Louis, “le Marais”, au travers d’articles engagés.
Entre 2007 et 2013, Il est correspondant sportif Europe pour Radio Sport FM, une radio togolaise,,,.
En 2010, Kalvin Soiresse participe régulièrement à l’émission d’actualités africaines “Sous l’arbre à palabre” (Radio Campus), pour laquelle il écrit des chroniques littéraires. Il y présentera par la suite les informations culturelles, sportives et politiques jusqu’en 2017.
En parallèle, entre 2011 et 2014, il est correspondant sportif pour BBC Afrique.
Kalvin Soiresse écrit depuis lors des articles scientifiques, et est contributeur du magazine belge Wilfried et de la Revue Politique.

### Enseignement
Entre 2013 et 2019, Kalvin Soiresse enseigne dans le secondaire supérieur. En 2017 et 2018, il est également consultant pour l’Africa Museum pour les visites guidées scolaires.

### Militantisme
Depuis 2009, Kalvin Soiresse préside Goto Togo, une ASBL belge qui investit dans la réinsertion des jeunes filles de 10 à 16 ans en conflit avec la loi au Togo (prostitution enfantine, banditisme de rue, fugues, etc.), en partenariat avec l’ONG togolaise JATO (Jeunesses Antonienne Togolaise) qui s’occupe du volet préventif et dispose d’un Centre de vie et de réinsertion pour les jeunes filles.
De 2010 à 2012, il exerce les fonctions de Conseiller juridique et de Chargé d’Éducation permanente au Mouvement contre le Racisme l’Antisémitisme et la Xénophobie (MRAX).
En 2012, il cofonde le Collectif Mémoire Coloniale et Lutte contre les Discriminations, dont il sera le coordinateur jusqu’en 2018. Le Collectif Mémoire Coloniale regroupe des associations et personnalités œuvrant pour la citoyenneté en Belgique, le panafricanisme, la mémoire et la décolonisation des esprits et de la société. Kalvin Soiresse est aujourd’hui membre de ce collectif.

## Carrière politique
Kalvin Soiresse Njall commence sa carrière politique au niveau communal en 2018, alors qu’il devient conseiller communal à Ganshoren (Bruxelles) pour le parti Ecolo.
En 2019, il est élu député au Parlement de la Région de Bruxelles-capitale et au Parlement de la Fédération Wallonie-Bruxelles, où il est chargé des matières liées à l’enseignement, l’égalité des chances et la décolonisation. Il suit également les questions liées à la transition écologique et l’extractivisme des matières premières, et les liens entre l’écologie et les questions décoloniales.
En 2023, il devient Président du Parlement francophone bruxellois en remplacement de Magali Plovie. Il quitte ses fonctions de député au Parlement de la Fédération Wallonie-Bruxelles.

### Ecrivain
Kalvin Soiresse est auteur de 3 livres :
- Les Bureaux Paternels (Roman), Paris, Bamako, l’Harmattan, Les éditions du Mandé, 2011
- Belzébuth, sa maîtresse belge et le sans-papiers (Nouvelles), Bruxelles, Bamako, Les éditions du Mandé, 2014
- DesIntégrations (Poésie) avec Nganji, Malik Bee et Saïdou Ly, Bruxelles, Le Chant des rues, 2015

## Prises de position

### Egalité des chances pour les jeunes et enseignement
Kalvin Soiresse est persuadé que l’enseignement, en Belgique et surtout à Bruxelles, est profondément inégalitaire, notamment à cause de l’usage des langues, différent à l’école et à la maison pour de nombreux enfants. Il plaide pour que les enseignants soient formés à une pédagogie différenciée.
Il veut rétablir le dialogue et le lien avec les jeunes des différents quartiers et entre les générations, une thématique qu’il souhaite approfondir dans sa fonction de Président du Parlement francophone bruxellois, au travers de la participation citoyenne (commissions délibératives).

### Lutte contre le racisme
Dans sa fonction de député, Kalvin Soiresse porte à l’attention du Parlement différentes actualités liées au racisme, comme le délit de faciès subi par les amis de Paul Newman qui se voient interdire l’accès à un bar d’Uccle ou l’expulsion illégitime de l’étudiant congolais Junior Masudi Wasso. Lui-même a porté plainte, en 2020, pour les nombreux messages à caractère xénophobe dont il était bombardé.
Il plaide pour que les enseignants et les patrons soient formés aux thèmes de la différence et de la lutte contre le racisme.

### Décolonisation de l’espace public et de l’enseignement
Dans son travail de parlementaire, Kalvin Soiresse œuvre à la décolonisation de l’espace public et de l’enseignement.
Il défend l’idée d’une révision en profondeur de l’enseignement de l’histoire coloniale belge, aujourd’hui toujours transmise comme une mission civilisatrice. Il porte une proposition de résolution pour un cursus sur l’histoire de l’Afrique et le passé colonial devant le Parlement de la Fédération Wallonie-Bruxelles. À Bruxelles, il porte une résolution au Parlement bruxellois pour la décolonisation structurelle et inclusive de l'espace public.
Kalvin Soiresse soutient la féminisation et la diversification de l’espace public à travers la présence de nouvelles figures ayant lutté contre la colonisation et contre les crimes tels que l’esclavage. Il soutient également le déplacement d'une partie des statues coloniales vers les musées et la contextualisation des traces du passé colonial dans l’espace public.
Il porte des positions sur le patrimoine culturel, comme pour la contextualisation de l’album de “Tintin au Congo” et la restitution des biens culturels spoliés durant la colonisation. Il participe à la lutte pour la mise en place du Square Lumumba à Ixelles le 30 juin 2018, qu’il considère comme un “premier jalon d’une décolonisation à approfondir”. Kalvin Soiresse est l'une des figures marquantes des luttes décoloniales en Belgique. Il a lutté pour la mise en place ou la décolonisation d'autres espaces dans d'autres villes de Belgique (décolonisation d'une fresque sous le porche de l'hôtel de ville de Mons, l'avenue Lumumba à Mons et Charleroi…).